# Emmanuel Hostache
Emmanuel Hostache (Grenoble, 18 luglio 1975 – Siegen, 31 maggio 2007) è stato un bobbista francese.

## Biografia
Ai XVIII Giochi olimpici invernali (edizione disputatasi nel 1998 a Nagano, Giappone) vinse la medaglia di bronzo nel bob a quattro con i connazionali Bruno Mingeon, Max Robert e Éric Le Chanony ex aequo con la nazionale di bob della Gran Bretagna, venendo superate dalla nazionale svizzera (medaglia d'argento) e tedesca a cui andò la medaglia d'oro.
Il tempo totalizzato fu di 2:40,06, (stesso tempo totalizzò la nazionale britannica) con differenza minima rispetto alle altre classificate: 2:40,01 e 2:39,41 i loro tempi.
Inoltre ai campionati mondiali vinse alcune medaglie:
- nel 1999, bronzo nel bob a due con Bruno Mingeon[3] e oro nel bob a quattro con Bruno Mingeon, Max Robert e Éric Le Chanony[4]

È scomparso nel 2007 all'età di 31 anni, a causa del sarcoma di Ewing, da cui era affetto da otto anni.

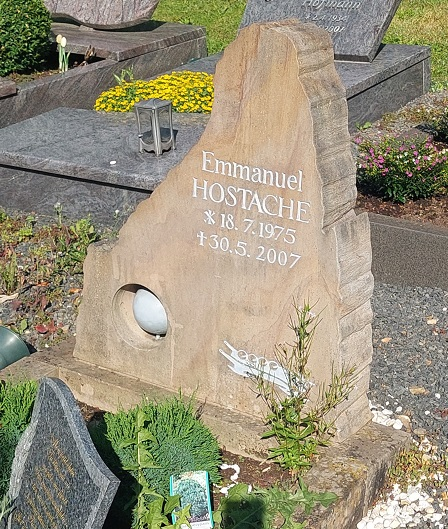
Grab E.Hostache Burbach/Wahlbach